# Salas-e Babajani
Salas-e Babajani (persiska: ثلاث باباجانی), eller Shahrestan-e Salas-e Babajani (شهرستان ثلاث باباجانی), är en delprovins (shahrestan) i Iran.   Den ligger i provinsen Kermanshah, i den västra delen av landet, 500 km väster om huvudstaden Teheran.
Delprovinsen hade 35 219 invånare 2016.